# Emil Theuner
Emil Moritz Theuner (* 16. Dezember 1857 in Mildenau, Kreis Sorau; † 26. September 1914 in den Vogesen, Frankreich) war ein deutscher Archivar und Denkmalpfleger.

## Leben
Nach einem Studium wurde er 1889 Mitarbeiter in der preußischen Archivverwaltung. 1890 ging er als Archivassistent nach Magdeburg. Nebenamtlich übernahm er 1893 die neu geschaffene Funktion als Provinzialkonservator der preußischen Provinz Sachsen und engagierte sich für die Denkmalpflege. So setzte er sich unter anderem, letztlich jedoch erfolglos, für den Erhalt des Rochschen Hauses ein. Bemühungen das Amt des Provinzialkonservators in eine hauptamtliche Tätigkeit zu überführen scheiterten, so dass er die Funktion 1897 im Hinblick auf seine berufliche Tätigkeit wieder aufgeben musste. Als Archivar wirkte er dann in Marburg und später in Münster. Dort wurde er 1906 zum Archivrat ernannt. Er war auch weiterhin im Bereich der Denkmalpflege, insbesondere im Bereich Westfalen aktiv. 1910 erfolgte seine Versetzung an das Staatsarchiv Hannover. 1912 nahm er jedoch seinen Abschied und widmete sich wissenschaftlichen Arbeiten.
Während des Ersten Weltkriegs diente er als Hauptmann im 3. Garde-Regiment zu Fuß. Er fiel auf dem Schlachtfeld in den französischen Vogesen.

## Werke
- Urkundenbuch des Klosters Neuzelle und seiner Besitzungen (= Urkundenbuch zur Geschichte des Markgraftums Nieder-Lausitz, Band 1). Lübben 1897.